# Libro de' sette savi
Il Libro de' sette savi è una raccolta di racconti a cornice narrativa di carattere pedagogico-esemplare.
Probabilmente il testo è di origine indiana e si è diffuso sia nell'area orientale che in quella occidentale.
In Italia esso si ritrova in due diverse zone, quella toscana e quella settentrionale, soprattutto veneta. La redazione toscana, che si rifà con tutta probabilità ad un testo in prosa in lingua francese, si ritrova in due codici conservati alla Biblioteca Laurenziana (Gaddiano 160) e alla Biblioteca Nazionale Centrale di Firenze (Palatino 680).

## Trama
Un giovane principe, accusato dalla matrigna di averle usato violenza, dopo essere stato condannato dal padre alla pena capitale viene consigliato dagli astri di raccogliersi per otto giorni in assoluto silenzio. Nel frattempo sette savi riescono a far rimandare la sentenza intrattenendo il re con racconti esemplari.
Con altrettanti racconti (exempla) la matrigna cerca di mettere in cattiva luce il principe nei confronti del re, ma alla fine il giovane racconta al padre la verità: a cercar di sedurlo era infatti stata la matrigna stessa che aveva anche cercato di convincerlo ad uccidere il re.

## Edizioni italiane
- Alessandro D'Ancona (a cura di), Il libro dei sette savj di Roma, Pisa, Nistri, 1864. Ospitato su Google Libri.
- Antonio Cappelli (a cura di), Il libro de' sette savi di Roma, Bologna, Romagnoli, 1865. Ospitato su Google Libri.